# Alkylphénol

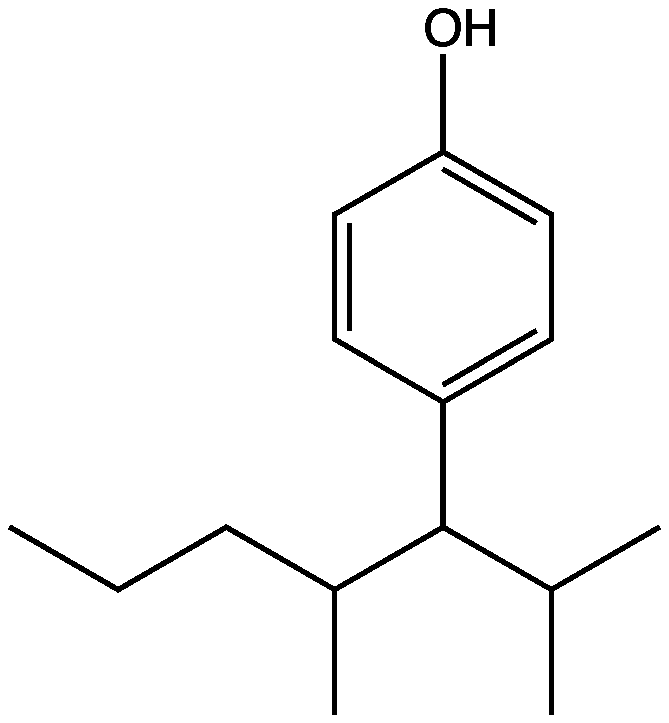
Structure chimique d'un nonylphénol (p-2,4-diméthyl-heptan-3-yl-phénol)

Les alkylphénols sont une famille de composés organiques issue de la carbochimie, obtenus par l'alkylation de phénols. 
Le terme est habituellement réservé aux composés industriels importants comme le propylphénol, l'amylphénol, l'heptylphénol, l'octylphénol, le nonylphénol, le dodécylphénol et autres composés à longue chaîne carbonée. 
Les méthylphénols et éthylpénols sont aussi des alkylphénols, mais on les nomme plus souvent par leur nom spécifique, respectivement crésol et xylénol.
En tant que composés xénobiotiques (c'est-à-dire en tant que molécule artificielle introduite dans l'environnement) ils sont considérés comme étant des perturbateurs endocriniens.

## Production
Les alkylphénols à longue chaîne sont préparés par alkylation du phénol en présence d'alcènes :
C6H5OH + RR'C=CHR" → RR'CH-CHR"-C6H4OH.
Cette méthode permet de produire 500 tonnes d'alkylphénols par an.

## Polluants majeurs
- On sait depuis le début des années 1990, grâce à plusieurs études in vivo ou in vitro que Les alkylphénols sont des xénoestrogènes PE (perturbateurs endocriniens) [2] avérés ou potentiels ; plusieurs de ces substances (notamment le 4-nonylphénol) ont démontré une activité oestrogénique, par exemple lorsque testées sur des cellules recombinantes de levures par Routledge et Sumpter en 1996[3], ou lorsque testés sur des hépatocytes de truites arc-en-ciel par Jobling et Sumpter en 1993[4]) ou encore sur des cellules cancéreuses de glandes mammaires humaines, par Soto et al. en 1992[5] ou par Blom et al. en 1998[6]. 
Ces molécules sont mal dégradées dans les stations d'épuration : à leur aval, des effets oestrogéniques imputables aux nonylphénols sont encore observés, par exemple, expérimentalement chez des truites exposées à des effluents d’eaux usées comme l'ont montré Purdom et al. en 1994[7]).
 Au Québec, plusieurs effluents urbains testés à l’aide d’hépatocytes de truite arc-en-ciel ont démontré une activité oestrogénique (Gagné et Blaise 1998 [8].

- Les nonylphénols finissent souvent dans les eaux ou en mer, bien avant avoir pu être dégradés (On trouve dans les fleuves et estuaires des hydrocarbures contenant des traces d'additifs phénoliques (tels que nonylphénol et dodécylphénol); es résidus d'additifs industriels peuvent alors être bioaccumlés dans le réseau trophique marin[9] ; là ils se montrent toxiques, même à faibles doses, pour une large gamme d'organismes aquatiques ; pour des organismes aussi différent que des (algues, des invertébrés (crustacés) et des poissons, ou des mammifères). Dans les années 1980-1990, ils ont provoqué la mort d'oiseaux en mer du Nord et en mer de Wadden[10] ; ils sont l’une causes anthropiques de mortalité ou de difficulté à se reproduire pour les oiseaux marins. Ainsi fin 1990, une étude basée sur l’analyse d'une trentaine de fous de Bassan trouvés morts en mer du Nord (au nord des îles Wadden néerlandaises) a montré que l'apport en mer de lubrifiants mécaniques et de certains de leurs additifs, dont le dodécylphénols mal dégradés par les stations d'épuration était en cause. Tous les mécanismes de leur toxicité ne sont peut être pas élucidés, mais ils ont comme effets connus de diminuer l’isolation thermique des oiseaux tout en diminuant leur flottabilité[10]. Ils sont source d’irritation des muqueuses, de la peau, des yeux et des voies respiratoires et gastro-intestinales et se montrent neurotoxiques (en stimulant puis en inhibant le système nerveux)[10]. Chez certaines espèces, ils se montrent rapidement toxiques et à de faibles doses 
la LC50-96h la plus basse mesurée connue au début du XXIe siècle (CCME 2001 [11]) est 20,7 μg/L, pour l’amphipode d’eau douce Hyalella azteca. La même source, à propos de leur toxicité chronique, rapporte une CSEO-91 jours de seulement 10,3 μg/L pour la croissance de la truite arc-en-ciel (Oncorhynchus mykiss)[11], et un eCSEO-33 jours à 14 μg/l pour un test de survie du Méné à grosse tête (Pimephales promelas, un petit poisson d’eau douce des zones tempérées nord américaine[11]  ; et Environnement Canada et Santé Canada 2001 rapportent une CSEO sur la croissance de la crevette Mysidopsis bahia de seulement 3,9 μg/L.

L'Union européenne a pour ces raisons déjà imposé des restrictions sur certaines applications, pour leur  « toxicité, persistance et bioaccumulation possible » présumées. 
L'Agence de protection de l'environnement des États-Unis (EPA), à l'écoute des industriels de la pétrochimie a mis en œuvre une approche plus lente, en attendant des preuves scientifiques plus solides. Voir l'article sur les nonylphénols pour plus de précisions.

## Utilisation des alkylphénols à longue chaîne
Depuis le milieu du XXe siècle les alkylphénols à longue chaîne sont massivement produits et utilisés comme précurseurs de détergents, comme additifs de carburant et lubrifiants, pour la production de polymères et notamment comme composants des résines phénoliques. 

Ce sont également des briques de base pour produire des parfums, des élastomères thermoplastiques, de antioxydants, des produits et matériaux retardateurs de flamme, etc.
Outre leur utilisation pour produire des résines alkylphénoliques, les alkylphénols se trouvent aussi dans les pneus, adhésifs, revêtements divers, papier carbone et caoutchoucs haute performance. 